# 约尔格·施密特
约尔格·施密特（德語：Jörg Schmidt，1961年2月16日—2022年7月21日），德国男子皮划艇运动员。他曾代表东德参加1988年夏季奥林匹克运动会皮划艇比赛，获得男子单人划艇1000米银牌。